# Staustufe Neckargemünd
Die Stauanlage Neckargemünd ist eine Flussstaustufe des Neckars westlich von Neckargemünd und östlich von der Stadtmitte Heidelbergs in Baden-Württemberg. Sie ist vom Rhein aus gesehen die vierte dieser Art. Anders als der Name vermuten lässt, liegt die Anlage nicht auf dem Gebiet der Stadt Neckargemünd, sondern erstreckt sich zwischen den Heidelberger Stadtteilen Schlierbach auf dem linken und Ziegelhausen auf dem rechten Flussufer.

## Beschreibung

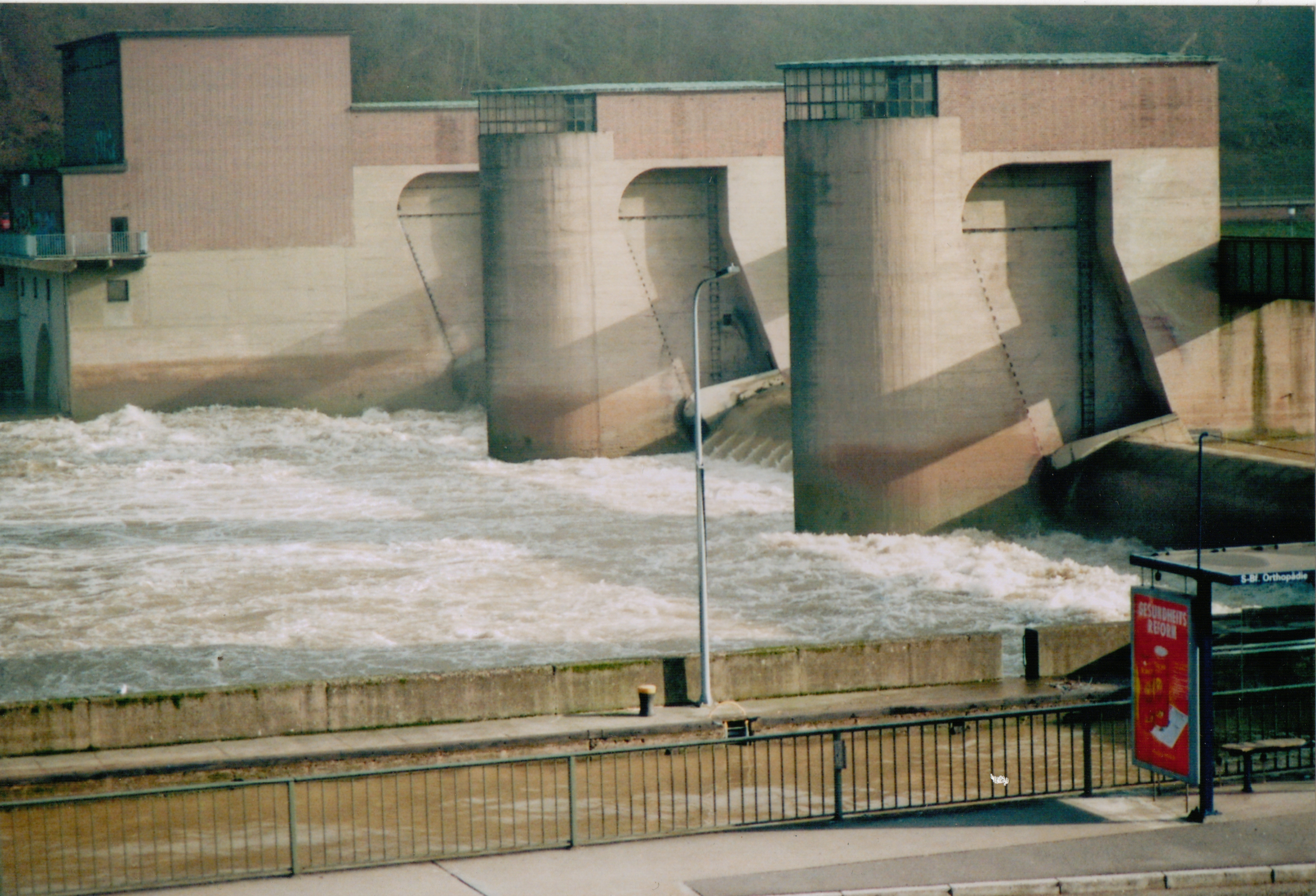
Wehranlage

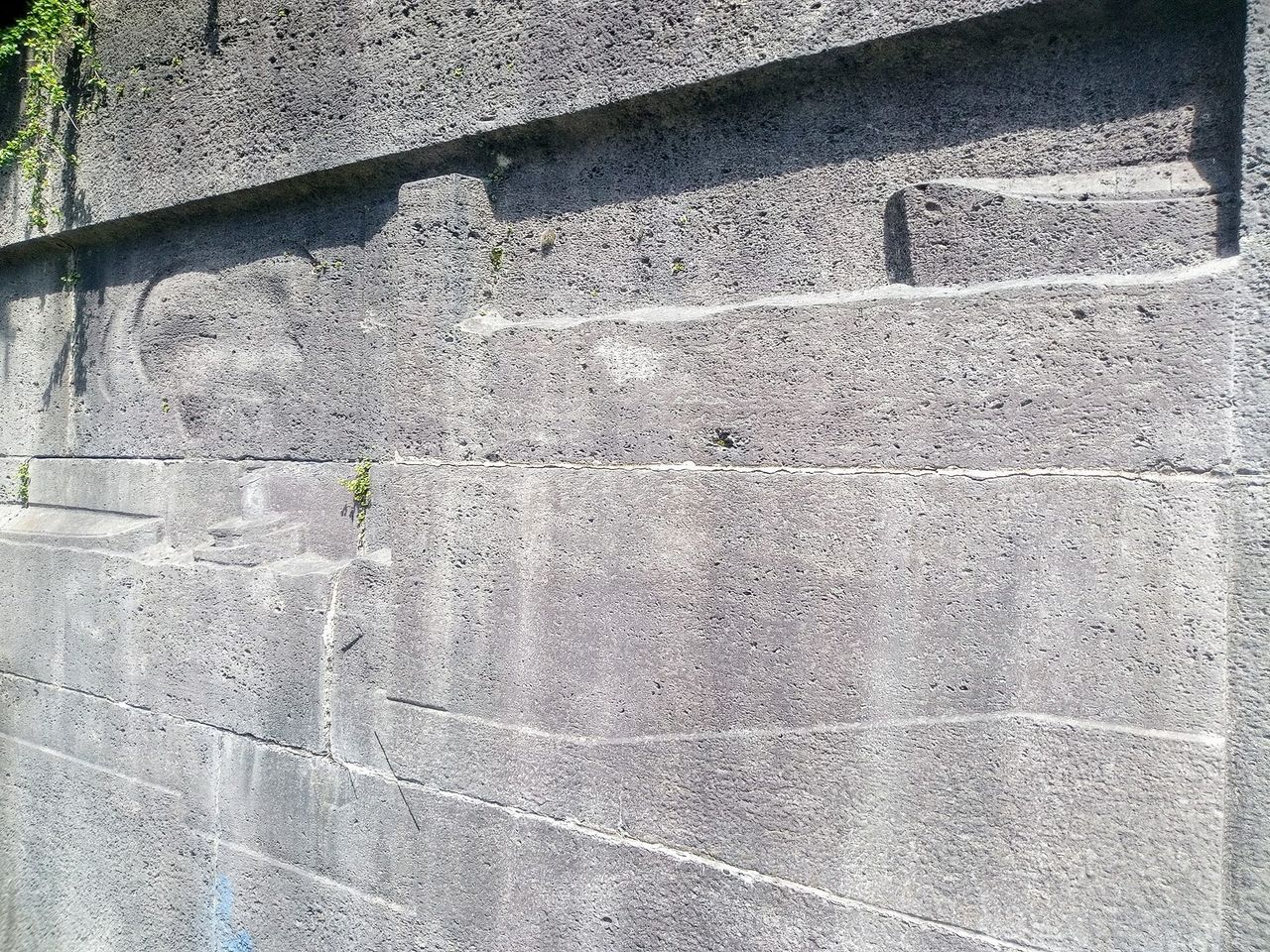
Skulptur von Otto Baum mit Schleppverband, Schleusentor und Neckarschiff

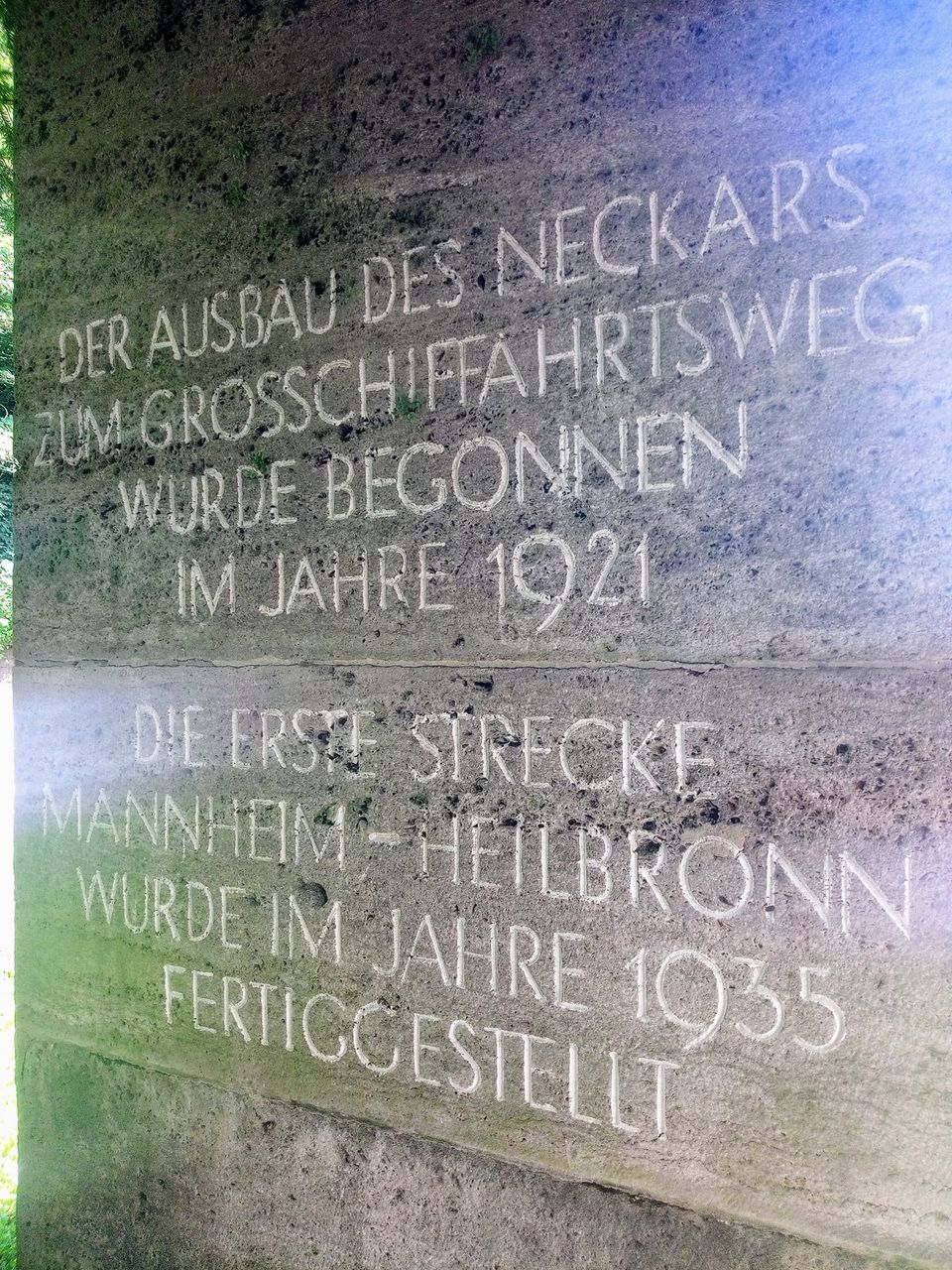
Skulptur-Text Otto Baum

Die Anlage besteht aus einer Doppelschleuse am linken Ufer, einem dreifeldrigen Wehr und einem Kraftwerk am rechten Ufer flussabwärts.
Die drei Felder sind zwischen vier massive Betonpfeiler montiert, wobei der nördliche Pfeiler in das dortige Kraftwerk integriert ist. Auf allen vier Betonpfeilern ruht je ein Windwerkshäuschen, in dem die Gewindetechnik zum Öffnen und Schließen der Stauanlage untergebracht ist. Die Windwerkshäuschen sind aus Backstein errichtet und schließen nach Osten mit einer halbrunden Fensterfront ab; ihr Dach ist als flaches Walmdach aus Kupfer gestaltet. Auf halber Höhe verläuft auf die Betonpfeiler aufgesetzt ein Wehrsteg, der als Fuß- und Wirtschaftsweg genutzt wird. Die in den Wehrfeldern installierten zur Stauhaltung dienenden Verschlüsse haben eine Gesamthöhe von 6,00 m. An einem Ufer ist in die Leitmauer eine Fischtreppe aus der Erbauungszeit der Anlage integriert.
Auf der rechten Flussseite befindet sich an der Staustufe eine Plastik von Otto Baum, die 1935 anlässlich der Fertigstellung des Neckarkanal-Abschnitts von Heilbronn bis Mannheim entstand.
Die Architektur der Stauanlage wurde an das Konzept angelehnt, das Paul Bonatz für die Staustufe Heidelberg entwickelt hatte, allerdings etwas vereinfacht umgesetzt. Die ursprüngliche Schleuse am linken Neckarufer wurde 1957 durch eine zweite Schleusenkammer ergänzt; beide Kammern sind mit Stemmtoren verschlossen. Das Kraftwerk am rechten Neckarufer wurde 1985 umgebaut. Die Stauanlage Neckargemünd steht unter Denkmalschutz.

## Bootsschleppe
Auf der linken Neckarseite steht eine Bootsschleppe zur Verfügung. Das Gleis ist 590 m lang.
Es endet flussabwärts an einer Treppe.

## Instandhaltungsmaßnahmen
Die Stemmtore der rechten Schleusenkammer incl. Antriebe und Steuerung wurden in den 1990er Jahren saniert. Im Jahr 2017 wurde die Elektro- und Nachrichtentechnik ersetzt, so dass die rechte Kammer ferngesteuert werden kann. Außerdem wurde eine Landstation des Automatic Identification System (AIS) aufgebaut, mit dem Ziel, dass Wartezeiten reduziert werden können.
2023 wurden Schäden am Beton ausgebessert.
Im Jahr 2010 kam es an der linken Schleusenkammer zu einem Schaden durch verlorene, im unteren Schleusentor eingeklemmte Schiffsteile, der repariert werden konnte. Ab Februar 2012 wurde das linke Ober- und Untertor incl. der Antriebe ersetzt und eine Seilstoßschutzanlage installiert. 2013 wurden Betonschäden beseitigt die komplette Elektrik und Steuerung erneuert, sodass die beiden Schleusenkammern unabhängig voneinander gesteuert werden können. In den Jahren 2015–2017 war die Kammer für zwei Jahre gesperrt, in denen Schrammleisten am Tor angebracht wurden sowie neue Trittroste auf den Toren.
Um das Jahr 2022 wurde vor der Staustufe eine 300 m langen Dalbenliegestelle im Oberwasser geschaffen, die mit einer Landbrücke ausgestattet ist.

### Bauvorhaben Stauwehr
Im Jahr 2024 soll das mittlere Segment „II“ der Wehrlage Instand gesetzt werden. Zwei Jahre später folgt das Segment „III“.

### Bauvorhaben Schleuse
Das Wasserstraßen-Neubauamt Heidelberg listet derzeit keine Vorhaben auf. (Stand Mitte 2024)